# Mbaimboum
Mbaimboum (ou Mbai Mboum) est une localité de la région du Nord au Cameroun. Située dans la commune de Touboro dans le département du Mayo-Rey, à proximité de la frontière avec le Tchad et avec la République centrafricaine. Plaque tournante du commerce transfrontalier, elle connaît aussi d'importants problèmes liés à l'insécurité qui y règne.

## Population
Lors du recensement de 2005, le village comptait 12 236 habitants.
La population locale est composée des Mboum naturellement. 
Mais aussi une importante communauté Arabe choa exclusivement commerçante.
Les Mboum quant à eux sont majoritairement agriculteurs.
Nous trouvons aussi des Mbororo qui sont eux des éleveurs.
Les activités de ces derniers ont connu un grand ralentissement avec les problèmes d'insécurité en République centrafricaine et pays voisins.
Plusieurs groupes armés aussi sévissent dans la région venant souvent du Tchad voisin tels que les Djanfjawid et autres groupes armés tchadiens.

## Économie
Parmi les marchés frontaliers, celui de Mbaimboum est le plus important de la région

## Climat
la Localité bénéficie d’un climat tropical de savane selon la classification de köppen.Ce type de Climat se caractérise par une saison sèche qui dure de novembre à Mars et une saison pluvieuse qui débute en Avril jusqu’à octobre.